# تربة أبو الأسرار

تعديل مصدري - تعديل

تربة أبو الأسرار إحدى مناطق إقليم الصبيحة التاريخية، والتي تقع تحديدًا على سفح جبل حواب مما يلي وادي هقرة على ثغر باب المندب الشمالي إلى الغرب من مدينة عدن حيث تبعد عنها بحوالي 250 كيلومتر. يحدها من الشمال هقرة وملبية، ومن الجنوب القبيصة، ومن الغرب بطان الكعللة، ومن الشرق المضاربة العليا. تبلغ مساحة التربة ستة كيلو مترات مربعة. ويبلغ عدد سكانها 4000 ألف نسمة، يتوزعون في القرية التاريخية، المهلل، الذراع، المدي، عميصية، الحصبين، حصب العوفية، السريعي، الحبوة البيضاء، القطين، المبرك، حبوة الفرامية، الهبارية والقارعي.

## التسمية
سميت تربة أبو الأسرار بهذا الاسم إنتسابًا للشريف الحسيني علي بن إبراهيم أبو الأسرار، جد سادة آل السروري في اليمن. المولود سنة 536 هجرية، والمتوفي يوم الخميس 15 من ربيع الثاني، عام 678 هجرية عن عمر ناهز 142 عامًا.

## الأهمية التاريخية
ترجع الأهمية التاريخية لتربة أبو الأسرار إلى أنها مسقط سادة آل السروري المنتشرين في مناطق ومحافظات عدة في اليمن كما يتواجد فيها جامع أبي الأسرار ألمبني عام 811هـ، والذي يتكون من سبع قباب، ملحق به مبنى ذو قبة كبيرة جداً فيه ضريح الشريف علي بن إبراهيم أبي الأسرار (أبو السرور)، ويوجد بجانب الجامع مقصورة (مبنى يتكون من قبتين كبيرتين) تستخدم لإحياء ليالي شهر رمضان الكريم، ورباط علمي في النهار، وبجانب الجامع الكبير وقبة الضريح خمسة صهاريج: صهريج خاص لاستحمام الكبار، وصهريج خص بسقي الحيوانات، وواحد للصغار، وآخر للاستخدامات المنزلية، كما كان يوجد فيه ديوانان (غرف لاستقبال الضيوف في المناسبات الخاصة والزيارات القبلية) كما يوجد في قرية التربة دار تسمى (دار الهجرة) وكانت مهمتها كفالة الأيتام ورعاية المعاقين والعجزة والفقراء والمهاجرين من المناطق البعيدة من الحجرية والعدين وغيرهما، وعلى بعد عشرة أمتار من قبة ضريح الشريف أبو السرور توجد مئذنة كبيرة، وعلى القبة والجامع والمقصورة درب تقدر مساحته 1800م2 وله عدة أبواب، وتعتبر التربة حاضرة بلاد الصبيحة الغربية، حيث كان يقصدها طلاب العلم من كافة قرى مديرية المضاربة ورأس العارة ومن حوطة لحج ومن الحجرية في تعز وذلك لتلقي العلم فيها على يد عدد من مشائخ العلم أمثال الشيخ أحمد الخليل من منطقة زبيد، والشيخ عبد الله مطهر (الزيدي الأصل) من صنعاء وغيرهما من فقهاء الدين.